# Journalist
En journalist är en person som – oftast yrkesmässigt – arbetar med journalistik, det vill säga samlar in och framställer material för offentliggörande i medier. Sådana medier kan vara press (dags- och kvällstidningar samt tidskrifter), etermedier (radio och tv) eller Internet. En journalist behöver inte ha en journalistutbildning. Förr kunde en yrkesexamen journalist erhållas från svenska journalistutbildningar, men idag ger dessa utbildningar en generell examen i ämnet journalistik.

## Historik

### Etymologi
Ordet journalist är från 1690-talet, "den vars arbete är att skriva eller redigera offentliga tidskrifter eller tidningar", från journal + -ist. Innebörden "den som håller journal" är känt från 1712. Det har kommit in i svenskan från franska journaliste.
Ordet journal är från mitten 1300-talet, "bok med kyrkans tjänster", från engelsk-franska jurnal, '"en dag", ursprungligen från fornfranska jornel, "dag, tid, dagens arbete". Det fanns också som adjektiv/adverb i betydelsen "dagligen, varje dag", vilket hämtats från sena latinets diurnalis, "daglig" (se diurnal och latinets dies, "dag"). Betydelsen "bok för inventeringar och dagliga räkenskaper" är från sent 1400-tal. Betydelsen "personlig dagbok" finns i 1300-talets franska. Innebörden "daglig publikation" finns dokumenterad från 1728. -ist är ett agentadverbial-substantiverat suffix för att indikera efterlevnad av en viss doktrin eller sedvänja; det kommer från franska -iste och direkt från latinets -ista, från grekiska -istes ursprungligen agentadverbiala suffixet -tes.

### Journalister i historien
En av de tidigaste kvinnliga journalisterna var Anne-Marguerite Petit Dunoyer. Hon gjorde reportage om freden i Utrecht 1713.
Många tidiga grundare av dagstidningar, inklusive New York Heralds James Gordon Bennett och Aftonbladets Lars Johan Hierta, var både tidningsägare och redaktörer.
Journalistyrket hade tidigt en låg status, och man ansåg ibland att företrädare ofta gick maktens ärenden och gick att köpa (därav begreppet murvel).
Under 1800-talets andra hälft organiserades journalistkåren i Sverige och andra länder. I Sveriges hölls 1868 ett första "tidningsmannamöte", och sex år senare bildades Publicistklubben. Man ställde krav på att "tidningsreferenter" ('människor som refererade, återgav, något i en tidning') skulle åtnjuta en bättre respekt. Parallellt växte tidningar fram som en "allmänhetens ombud", vid sidan om kommersiella och politiska intressen.
Brittiska Institute of Journalists grundades 1883, och dess definitiva efterföljare National Union of Journalists kom till 1907. Den svenska motsvarigheten, Svenska Journalistförbundet, hade bildats redan 1901.
Framväxten av en stor journalistkår i Sverige och andra länder kom dock först efter andra världskriget.

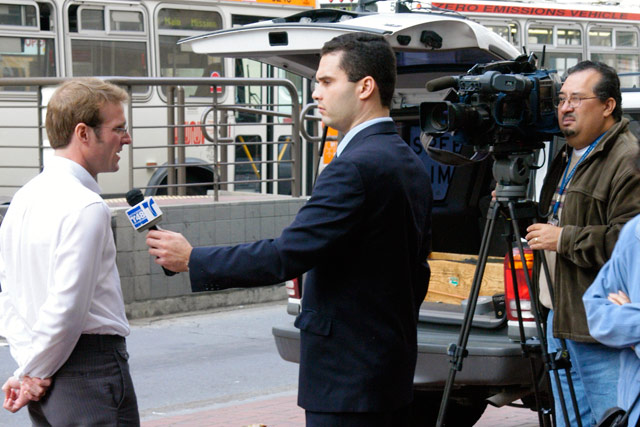
En stor del av journalistkåren arbetar för etermedier (likt bildens TV-journalist).

### Fördelningen av svenska journalister
År 2005 var cirka 50 procent av svenska journalister anställda inom dagspressen och drygt 25 procent inom radio/TV. Övriga arbetade på vecko- och facktidningar, på nyhetsbyråer eller var frilansare. Bland journalisterna verkar drygt 40 procent som reportrar, medan en tiondel är redigerare och en femtedel har någon arbetsledande befattning.
Bland svenska journalister verkar över 40 procent i och kring Stockholm, med vardera knappt 15 procent i Göteborg respektive Malmö. Journalistkåren är därmed mer koncentrerad till landets storstadsregioner än befolkningen i stort.
Andelen kvinnor bland svenska journalister har ökat kraftigt, från 1/3 år 1989 till hälften år 2005. Särskilt stor ökningen av kvinnliga journalister varit inom etermedierna.

## Yrkesroller
En journalist är en redaktionell medarbetare hos ett företag som ägnar sig åt att sprida nyheter och annan journalistisk information. Journalisten samlar in, väljer ut och redigerar materialet på ett oftast självständigt sätt, och det finns en glidande skala mot andra typer av skribenter (författare) och massmedieaktörer (reklamare, informatörer). En journalist arbetar enligt yrkesetiska regler, vilket i teorin garanterar journalistens och materialets oberoende från diverse påtryckningar och politisk/kommersiell påverkan. Dock arbetar journalister för olika målgrupper, och exempelvis har en journalist för en interntidning på ett företag ofta mindre oberoende (på grund av att journalistiken handlar om arbetskamrater och ens arbetsgivare).
Det finns många olika typer av journalister. Här listas några av de vanligaste:

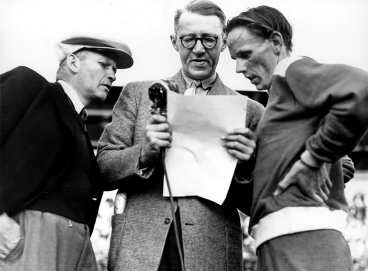
Journalister ägnar sig bland annat åt att förmedla sportnyheter. Bild: Sven Jerring intervjuar Gunder Hägg 1942.

### Allmänt
- Reporter – inhämtar och beskriver nyheter från "fältet", via intervjuer, nyhetsartiklar och reportage
- Sportjournalist (även sportreporter) – koncentrerar sig på sport och idrott
- Kulturjournalist – sprider information om en eller flera kulturella verksamheter eller konstarter
- Utrikeskorrespondent – fast utrikes placerad journalist som rapporterar från ett visst geografiskt område
- Redaktör – allmän benämning på journalist, ofta i (arbetsledande) ställning. Varianter inkluderar chefredaktör (tidningens högst ansvariga journalist, endast underställd tidningens ägare), redaktionschef (ansvarig för det dagliga arbetet på redaktionen), redaktionssekreterare (sammanhållande och stödjande yrkesroll), nyhetschef (ansvarig för nyhetsvärdering), nattchef (nyhetsansvarig under nattskiftet) och bildchef (ansvarig för bildurvalet). Dessutom finns ofta särskilda fotografer och (inom etermedier) särskild personal för bild- och ljudinspelning.

### Tidningar

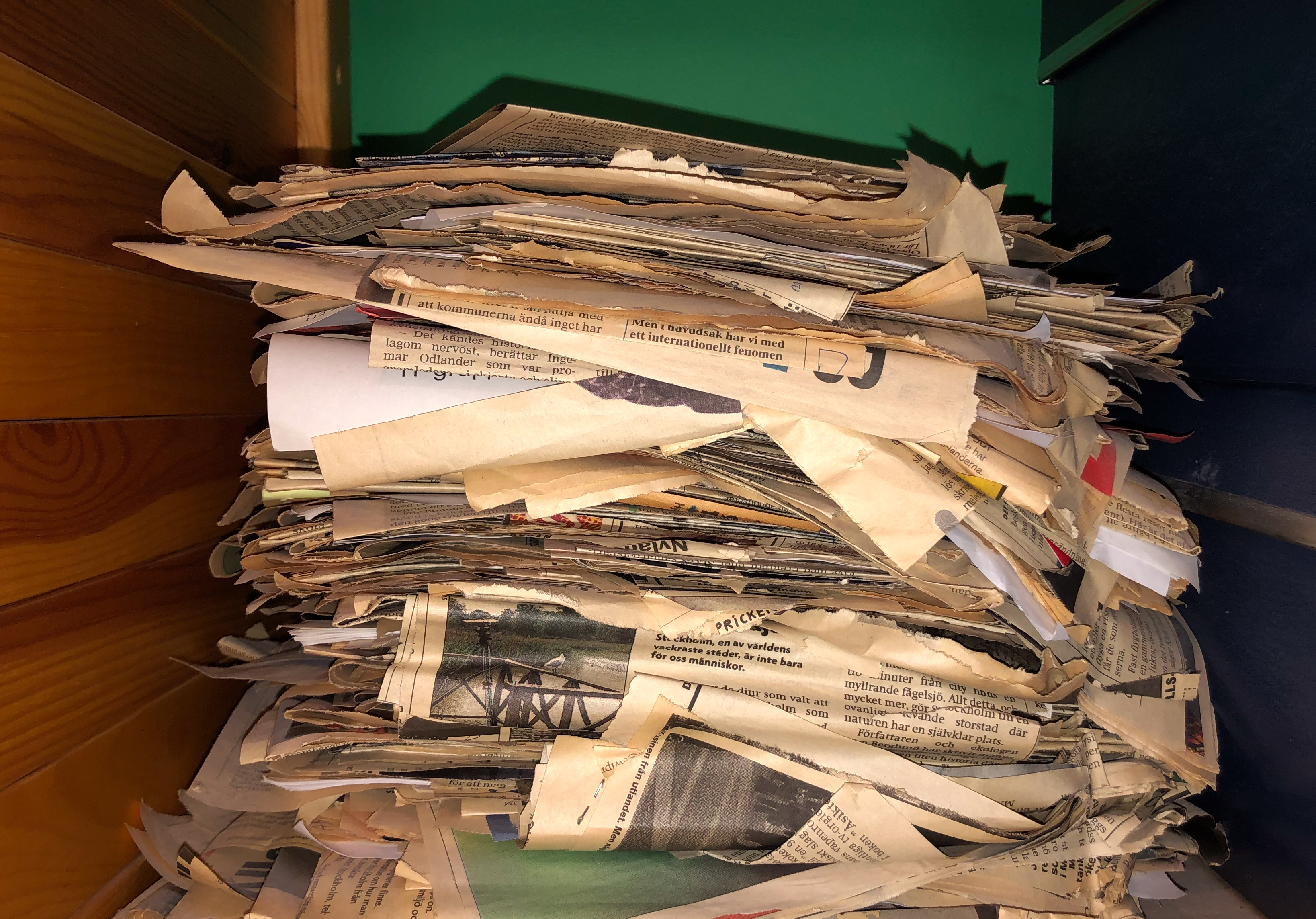
Journalister använder inte sällan tidningsartiklar i sitt researcharbete inför nya journalistiska jobb.

- Ledarskribent – har tidningens ägares uppdrag att (ofta osignerat) föra fram kommentarer utifrån tidningens/ledarsidans politiska linje
- Debattredaktör – administrerar tidningen debattsida, där inbjudna debatterar aktuella ämnen i texter som är större än (insändare)
- Krönikör – skriver ofta personligt hållna texter, vilka är återkommande och på fast plats i tidningen (fast kolumn). Gränsen är flytande mot kåsörens texter.
- Redigerare – redigerar och formger texterna inför tryck

### Etermedier
- Programledare – leder ett program med programinslag och/eller inbjudna gäster. I nyhetsprogram används ofta begreppet "nyhetsankare".

## Journalister i Sverige
Den viktigaste lagen för svenska journalister inom tryckta medier är tryckfrihetsförordningen (TF) – inte minst dess första paragraf som ger rätt till meddelarfrihet – en viss rätt för till exempel offentligt anställda att anonymt och utan straffansvar lämna uppgifter för publicering. TF är en av Sveriges grundlagar, och har tillkommit för att värna en långtgående informationsfrihet i samhället.

### Journalistförbundet
Det största fackförbundet för journalister i Sverige är Svenska Journalistförbundet, som har cirka 17 500 medlemmar. Av dessa är tio procent frilansar, det vill säga självständiga uppdragstagare. Av förbundets medlemmar är kvinnorna något fler än männen.
Journalistförbundet utfärdar presslegitimation till medlemmar.

### Regler
Tidningsbranschen har frivilligt utarbetat en pressetik och instiftat en pressombudsman (PO), som hanterar fall där journalister brutit mot de pressetiska reglerna. På journalistförbundets webbplats finns även yrkesregler och riktlinjer mot textreklam.

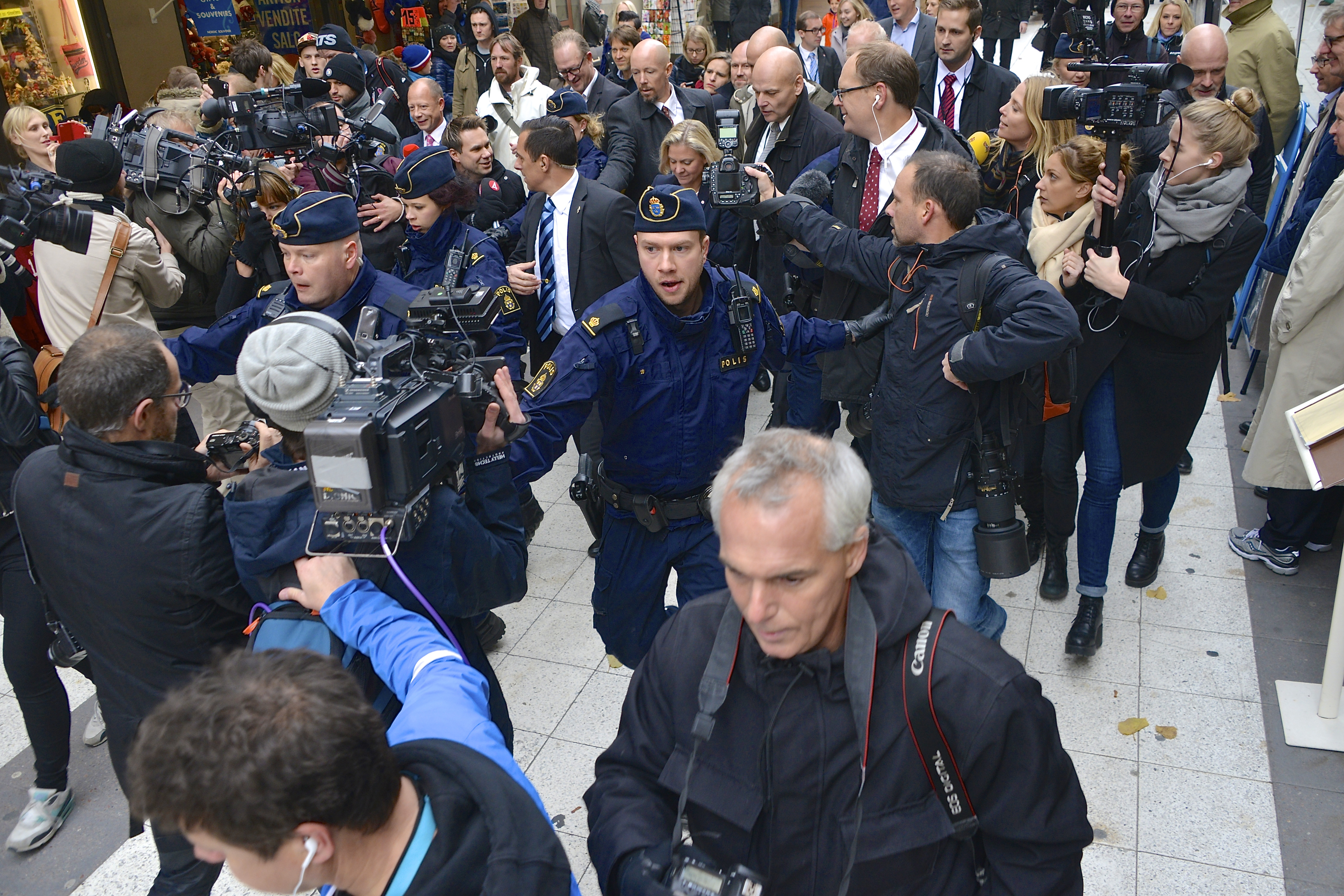
Journalister är ofta politiskt intresserade men ska stå oberoende från politiska intressen. Bild: Finansminister Magdalena Andersson omgiven av journalister under budgetpromenaden till riksdagen 23 oktober 2014.

### Journalisters partisympatier
Synen på journalistens yrkesroll har förändrats sedan mitten av 1900-talet. Under 1960-talet (en tid med starka liberala och vänsterpolitiska strömningar) började man ifrågasätta både nyhetsförmedlingens rapporterande karaktär och dagspressens partipolitiska nyhetsurval. Medan 3/4 av (de svenska) journalisterna på 1950-talet sympatiserade med den partipolitiska linjen hos arbetsgivaren, finns i början av 2000-talet närmast ingen koppling mellan partipolitisk linje och journalistens egna politiska sympatier. Under samma tid har de politiska partierna minskat sitt engagemang i dagspressen, medan opinionsbildningen i stor utsträckning flyttat från ledarsidorna.
Avdelningen för mediastudier vid Göteborgs universitet har genomfört årliga studier rörande partisympatier hos medlemmar i journalistförbundet. Den senaste genomgången, från 2005 visade högre stöd för mitten-vänsterpartier (i huvudsak Socialdemokraterna och Miljöpartiet) än i befolkningen i gemen. Det rödgröna blocket föredrogs av 67 procent av journalisterna (MP 23 %, S 30 %, V 14 %), och det borgerliga blocket av 33 procent (KD 2 %, M 13 %, FP 14 %, C 4 %), att jämföra med befolkningen i stort, där blocksympatierna vid samma tidpunkt fördelade sig ungefär 50 - 50. Bland journalister som sysslar med politisk bevakning ligger dock sympatierna närmare hela befolkningens, och bland ansvariga chefer ligger sympatierna något till höger om befolkningens. Den största skillnaden sedan mätningarna startade 1999 är att stödet för Vänsterpartiet minskat kraftigt, och bland andra Miljöpartiet gått framåt.
Både Moderaterna och Socialdemokraterna är underrepresenterade bland journalistkåren. Det ligger i linje med internationella undersökningar, där journalister oftare sympatiserar med mindre partier.
I Göteborgs universitets studier visar det sig att journalisternas partisympatier är betydligt svagare än de i befolkningen i stort. Journalister anser sig i mindre utsträckning vara anhängare till ett särskilt parti. De mest övertygande anhängarna finns bland Moderaterna. Undersökningen har inte tagit hänsyn till demografin i journalistkåren, där ju inga pensionärer ingår, och där fler bor i storstad än bland befolkningen i stort.
Demokratirådet skrev i en rapport 2006 att partisympatierna spelade en mindre roll än de journalistiska värderingarna:
| ”                                                   | I regel råder [...] ganska stor samstämmighet i hur olika medier värderar partierna och regeringsalternativen, oberoende av journalisternas privata partisympatier, färgen på tidningarnas ledarsidor och ägarnas intressen. När ett parti gynnas eller missgynnas så beror det främst på journalistiska, inte partipolitiska värderingar. Frågan om mediernas tendens handlar därför inte primärt om vänster- eller högervridning, utan om medievridning. | „ |
| – Demokratirådet, Rapporten Mediernas valmakt, 2006 | |   |

Svenska journalister har ofta medelklass- eller övre medelklassbakgrund, och knappt 80 procent har genomgått högskoleutbildning (inklusive journalisthögskola). Andelen högskoleutbildade är högre bland kvinnliga än manliga journalister, medan andelen journalister utan formellt högre utbildning är markant högre inom landsortspressen.

### Journalistkåren
Kent Asp, professor i journalistik, skrev 2012 att journalistkåren ideologiskt står klart till vänster om svenska folket.
En undersökning publicerad i januari 2018 av Pew Research Center visade att Sverige var det land där skillnaden i uppfattningen om landets nyhetsmedier rapporterade opartiskt om politik var störst mellan de som stödde regeringen och de som inte stödde den då Socialdemokratiska regeringen (i de fall där de positivt inställda var fler). Skillnaden i Sverige var +24%, vilket var mer än Turkiet och Ungern på +20%. I de fall där de negativt inställda var fler var skillnaden störst i USA, -34%, före Israel, -26%.
Medierna i P1 beskrev skillnader mellan journalister i Göteborg och Stockholm med olika journalisttyper i olika yrkeskulturer som arbetar efter olika ideal, vilket påverkar slutprodukten.:21m13s Therese Rosenvinge sammanfattade det med att säga "I Göteborg är journalisterna mindre PK. Göteborgsjournalister tar sig ann de osnobbiga gräven som berör vanliga människor och fula fiskar ska sättas dit. I Stockholm däremot [...] är journalisterna mer ängsliga. Här i finrummet vill man avslöja de högsta makthavarna":21m13s samt att Stockholmsjournalister är mindre benägna att ta i känsliga frågor.:32m44s Janne Josefsson pekade på skillnader mellan utbildningarna JMG i Göteborg, vilken var mer praktiskt inriktad, och JMK i Stockholm, vilken var mer teoretisk.:21m13s Han menade att vänsterrörelsen präglade journalistkåren på 1970-talet.:21m13s
Enligt en kartläggning 2023 av Institutet för mediestudier bodde hälften av Sveriges journalister i Stockholm. De allra flesta bode på Södermalm, där det inte var mer än 40 meter mellan journalisternas hem. Totalt bode omkring 1000 journalister på Södermalm, vilket var fler än i hela Norrland. Enligt kartläggningen bodde journalister i högre grad i tätorter och i synnerhet i områden med högre medianinkomst än befolkningen som helhet.:13m8s

## Journalistiska priser
Se även kategorin journalistpriser
- Pulitzerpriset – amerikanskt journalistpris
- Stora journalistpriset – svenskt journalistpris
- Guldspaden – svenskt journalistpris